# Čab
Čab (in ungherese Csabb) è un comune della Slovacchia facente parte del distretto di Nitra, nella regione omonima.